# Ophiopogon reversus
Ophiopogon reversus là một loài thực vật có hoa trong họ Măng tây. Loài này được C.C.Huang mô tả khoa học đầu tiên năm 1977.